# Fédération suédoise de natation
La fédération suédoise de natation (Svenska Simförbundet en suédois) est une fédération sportive fondée le 23 mars 1904 et consacrée à la pratique de la natation en Suède. Elle est membre de la ligue européenne de natation (LEN) et de la fédération internationale de natation (FINA).
Elle regroupe un ensemble de 315 clubs suédois de natation en 2012, que ce soit dans les domaines de la natation en eau libre, de la natation sportive, de la natation synchronisée, du plongeon ou du water-polo; elle est également responsable de la pratique de la natation à l'école. Elle organise les compétitions de natation sur son territoire, dont le championnat suédois de natation, ou le Bästa Fyran (sv), grande compétition nationale annuelle à destination des enfants.
Elle est responsable de la remise de la Simborgarmärket, décoration accordée à toute personne réussissant à nager 200 mètres de longueur, quelle que soit la nage.